# El Dorado (Kansas)
El Dorado és una població dels Estats Units a l'estat de Kansas. Segons el cens del 2006 tenia 12.718 habitants.

## Demografia
Segons el cens del 2000, El Dorado tenia 12.057 habitants, 5.068 habitatges, i 3.182 famílies. La densitat de població era de 730,8 habitants/km².
Dels 5.068 habitatges en un 30,4% hi vivien nens de menys de 18 anys, en un 48,3% hi vivien parelles casades, en un 10,6% dones solteres, i en un 37,2% no eren unitats familiars. En el 31,9% dels habitatges hi vivien persones soles el 14,2% de les quals corresponia a persones de 65 anys o més que vivien soles. El nombre mitjà de persones vivint en cada habitatge era de 2,33 i el nombre mitjà de persones que vivien en cada família era de 2,94.
Per edats la població es repartia de la següent manera: un 25,2% tenia menys de 18 anys, un 10,4% entre 18 i 24, un 26,6% entre 25 i 44, un 20,1% de 45 a 60 i un 17,7% 65 anys o més.
L'edat mediana era de 36 anys. Per cada 100 dones de 18 o més anys hi havia 87 homes.
La renda mediana per habitatge era de 33.098$ i la renda mediana per família de 40.461$. Els homes tenien una renda mediana de 31.648$ mentre que les dones 21.806$. La renda per capita de la població era de 18.458$. Entorn del 10,4% de les famílies i el 13,5% de la població estaven per davall del llindar de pobresa.

## Poblacions més properes
El següent diagrama mostra les poblacions més properes.